# Belostoma elegans
La chinche gigante de agua o cucaracha de agua Belostoma elegans es un insecto de agua dulce de la familia Belostomatidae.

## Descripción
Son insectos con cuerpo de gran tamaño, aplanado dorsoventralmente, que poseen tres pares de patas, el primero con función raptora y orientado hacia adelante, y los otros dos de función locomotora. Sus piezas bucales forman un estilete o probóscide perforante. Se pueden reconocer por un par de cortos apéndices respiratorios ubicados al final del abdomen y con los que toma aire en la superficie del agua.

## Biología
Son organismos hemimetábolos, que pasan por cinco estadios de ninfa, separados por mudas de su exoesqueleto o cutícula, antes alcanzar el estadio adulto y la madurez sexual. Son dioicos, pero no es fácil diferenciar a las hembras de los machos, excepto en la época reproductiva, en la que los machos llevan hasta 150 huevos en su dorso hasta que eclosionan.
Son predadores de muy diversos organismos acuáticos, desde peces, tortugas de agua, culebras y anfibios de pequeño tamaño hasta otros insectos, crustáceos y caracoles. Sus piezas bucales forman un estilete con el que inyectan a sus presas una saliva digestiva que disuelve los tejidos, los cuales chupan luego. Su picadura no es peligrosa para el ser humano pero puede ser muy dolorosa.

## Distribución y hábitat
Se extiende desde Perú, Bolivia, Paraguay y sudeste de Brasil hasta Argentina, Uruguay y Chile. Habitan lagos, lagunas y arroyos, incluidos los de carácter temporario. Las ninfas y adultos se encuentran entre la vegetación sumergida y sobre ramas o raíces sumergidas al acecho de sus presas. Los adultos tienen una gran capacidad de vuelo.

## Comentarios
Ha sido postulada como organismo adecuado para el biomonitoreo de contaminación orgánica.